# Moritz Reichelt

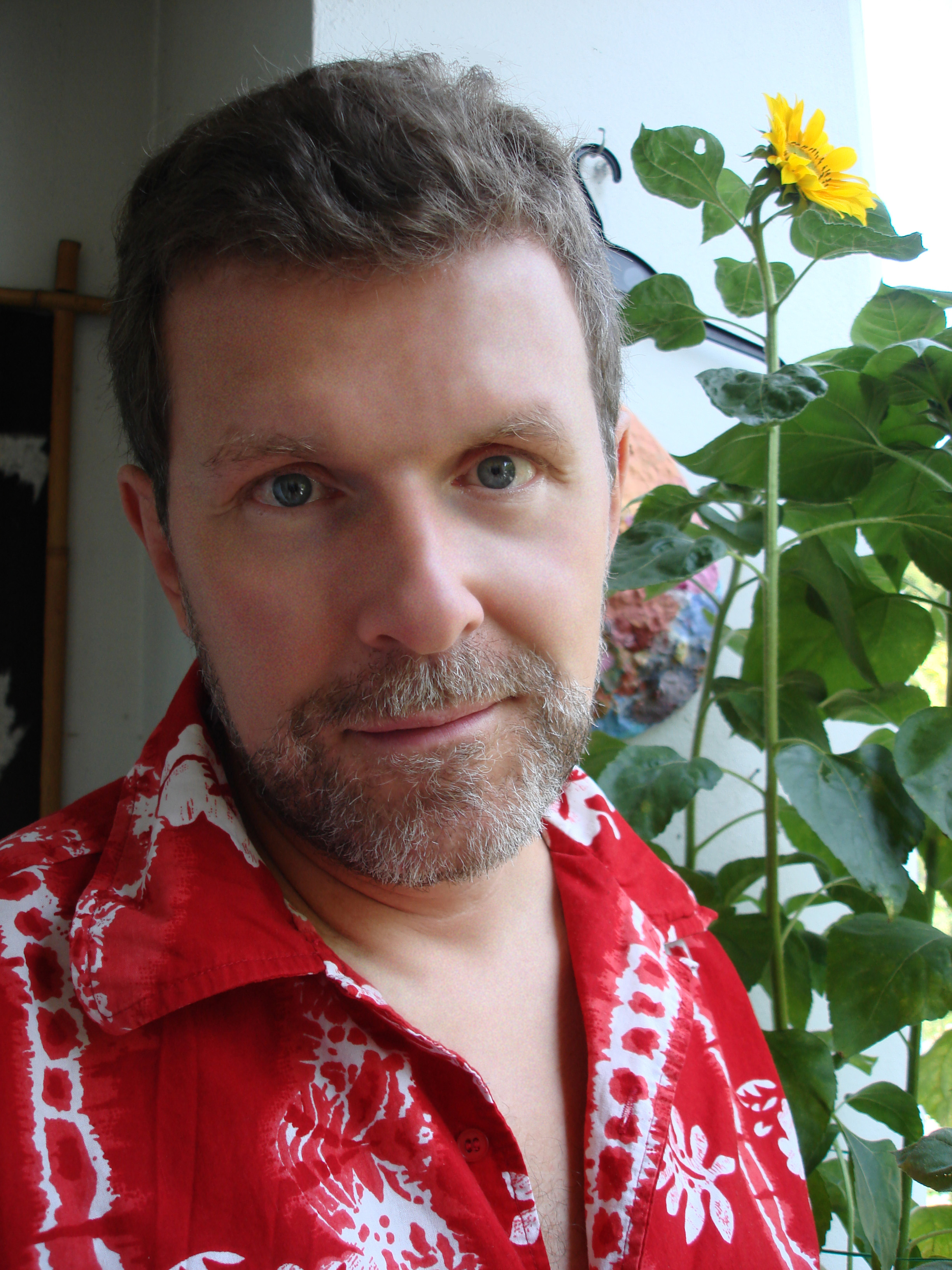
Moritz Reichelt (2011)

Moritz Reichelt alias Moritz R®. (* 8. Oktober 1955 in Halle (Saale)) ist ein deutscher Maler und Musiker. Er ist Gründungsmitglied von Der Plan und Mitbegründer des deutschen Schallplattenlabels Ata Tak.

## Leben und beruflicher Werdegang
Reichelt ist der Sohn des Malers Tom Reichelt und dessen zweiter Frau Fe Reichelt.
Bereits 1968 war Reichelt mit einem Bild auf der Documenta 4 in Kassel vertreten. 1978 gründete er mit Frank Fenstermacher die erste New-Wave-Galerie der Welt namens Art Attack in Wuppertal, aus der später das Label Ata Tak hervorging. Seit 2020 betreibt Reichelt gemeinsam mit seiner Lebensgefährtin Anja Gsottschneider in Berlin und Potsdam die Galerie Chakchak Art Shop.
Reichelt gehörte zum Umkreis der Gruppe Normal, einer Künstlergruppe um die tschechischen Maler Milan Kunc und Jan Knap sowie den Nürnberger Peter Angermann. Reichelt wird ebenso wie Markus Kippenberger, Albert Oehlen oder Jörg Immendorf zu den Düsseldorfer Jungen Wilden oder auch Neuen Wilden gezählt.
Reichelt war vertreten in den Ausstellungen Treibhaus (Kunstmuseum Düsseldorf 1982), Kunstkongress (Kunstverein Hamburg 1988), Malerei 2000 (Hamburg 1993), Zurück zum Beton (Kunsthalle Düsseldorf 2002), Pop am Rhein (Stadtmuseum Köln 2007), Embedded Art (Akademie der Künste, Berlin 2009), Exotika 2013 im Rahmen der Berlin Art Week, Geniale Dilettanten, (Haus der Kunst, München 2015 sowie Albertinum 2017, Dresden und im Museum für Kunst und Gewerbe (MKG), Hamburg 2016), On Air. 100 Jahre Radio (Museum für Kommunikation, Berlin 2020–2021) und Writing the History of the Future (Zentrum für Kunst und Medien, Karlsruhe 2020–2021). Einzelausstellungen hatte er außer in Deutschland u. a. in Tokio, Wien, Rotterdam, Zürich und Los Angeles (La Luz De Jesus).
Reichelt gestaltete neben diversen Ata-Tak-Platten, Videos und Bühnendekorationen auch die Cover einiger früher Depeche-Mode-Singles, zahlreiche Bühnenbilder und Cover von Andreas Dorau, Sun Ra, Bugge Wesseltoft, Merricks u. a., sowie Filmplakate, z. B. für Manta – Der Film. Einige seiner Installationen zierten das bekannte Atomic Café in München.
Außerdem war er als Komponist und Ausstatter für Film und Fernsehen tätig, u. a. für Die Partei (2009), Die letzte Rache (1982), Haus Vaterland von Horst Königstein und das VOX-Medienmagazin Canale Grande. Unter dem Pseudonym „Marie-Claire de St.Rocaille“ illustrierte er sechs Jahre für das Magazin Tempo.
Seit den späten 1980er Jahren wandte sich Reichelt der exotischen Kunst vor allem der Südsee zu. Er war einer der Begründer des Tiki-Revivals in Deutschland und international der erste Maler dieses Genres.
Von 2006 bis 2008 gestaltete Moritz Reichelt als 3D-Computergrafiker unter den Pseudonymen „Mo Eriksen“ und „Moni Duettmann“ die virtuelle Präsenz von Universal Music Deutschland in Second Life.
Parallel zu seiner Tätigkeit als bildender Künstler war Moritz Reichelt als Musiker tätig. Er kam 1978 zur Musik als Mitglied der Gruppe „Weltende“ des Gelsenkirchner Fluxus-Künstlers Jürgen Kramer. Danach gründete er eigene Bands, die „Karmann Ghias“, „Weltaufstandsplan“ und schließlich „Der Plan“. Mit dieser Band produzierte er neun Studioalben, fünf Singles und Filmmusiken (u. a. für Die letzte Rache). Die Band hatte im In- und Ausland eine Vielzahl von Bühnenauftritten, die Reichelt mit üppig gestalteten Bühnenbildern und gemalten Masken ausstattete. Der Plan gilt als einer der Wegbereiter der Neuen Deutschen Welle. Das erste Solo-Album von Reichelt, Nach Herzenslust, erschien 2021 auf einem japanischen Label. Ein weiteres Der Plan-Album mit dem Titel Save your Software erschien ebenfalls 2021 auf dem Label Bureau B.
Darüber hinaus war Reichelt als Autor (Popkatalog Vol.1 - Postpsychedelische Malerei, Der Plan - Glanz und Elend der Neuen Deutschen Welle) und Filmemacher (K.u.K Revisited, JaPlan) tätig. Er schrieb u. a. für Titanic, Telepolis, junge Welt und Rolling Stone.
2005 kandidierte er für Die P.A.R.T.E.I. im Wahlkreis Berlin-Tempelhof—Schöneberg.